# 阿姆加區
60°24′N 130°54′E / 60.400°N 130.900°E
阿姆加區（俄语：Амгинский улус），是俄羅斯的一個區，位於該國東部，由薩哈共和國負責管轄，始建於1930年1月9日，面積29,400平方公里，2010年人口17,183，人口密度每平方公里0.58人。